# 吴宣仪
吳宣儀（英語：Betty Wu，1995年1月26日—），海南省海口市人，中國大陸女歌手、舞者及演員，乐华娱乐旗下艺人，曾為韓國女子團體宇宙少女成员、中国女子音樂组合火箭少女101成员。
2016年2月25日，以宇宙少女成员身份在韓國正式出道，隊内擔任副领舞、副唱。2018年，回国参加騰訊視頻偶像女團競演養成類真人秀《創造101》，最終排名第2，成為限定女團「火箭少女101」成員。2019年8月，首次入选2019年福布斯中国名人榜并位列第86名。2020年6月23日，火箭少女101到期解散，吴宣仪以个人身份在国内发展。同年9月25日，發行首張個人數字專輯《25》，以個人歌手身份出道。2021年，主演的首部电视剧《斗罗大陆》播出。

## 经历

### 早年經歷
吴宣仪从小喜欢舞蹈，舞蹈功底深厚。12岁起独自上京，在北京音乐舞蹈学校学习舞蹈。2012年从该校毕业，回到海南。在海南华侨中学就读高三，准备参加次年高考。
2013年在北京艺考时被乐华娱乐的星探发掘，力邀其加盟。她最终选择成为乐华娱乐练习生。2015年12月30日，與EXY、苞娜、多愿、恩熙、程潇出演師兄UNIQ的歌曲《Happy New Year》的MV。

### 宇宙少女时期
2016年2月25日，在韩国以宇宙少女成员身份出道。

### 回国参赛
2018年3月15日，回國参加騰訊視頻偶像女團競演養成類真人秀節目《創造101》，這是韓國真人秀節目《PRODUCE 101》的中国版。吴宣仪在《創造101》節目中甜美的外表、反差的性格以及极强的个人能力吸引了觀眾的眼球，人氣大幅上升，並多次登上百度女星鮮花榜前十名，在比赛中每个投票榜单都位列前茅。短短三個月內，微博粉絲亦由起初約100萬升至1000萬。6月23日，《创造101》总决赛，她最终获得第二名，出道成为火箭少女101一员。

### 火箭少女101时期
2018年
- 8月9日，樂華娛樂、麥銳娛樂聯合發布聲明，表示已於8月7日向火箭少女101項目組發函，單方面提前終止合作，孟美岐、吳宣儀、紫寧三位成員退出團體活動[4][5]。8月14日，周天娛樂發表聲明，對於3人提出解約一事「堅決不予接受」，更表明仍擁有3位女孩的經紀權，呼籲各界不可擅自跟她們合作，否則將採取法律行動。[6]。8月15日，騰訊再發聲明，宣布已經針對樂華、麥銳及孟美岐、吴宣仪和紫宁三人分別提起訴訟。[7]。

- 8月17日，上午負責團體經紀約的「周天娛樂」發表聲明，表示孟美岐、吳宣儀、紫寧確定回歸火箭少女，且會尊重契約精神[8]。在退团风波期间，吴宣仪依旧凭借超高人气获得了亚洲新歌榜最受欢迎潜力女歌手。

- 2018年9月，吴宣仪作为“太空C计划”志愿者录制首个个人综艺《挑战吧太空》，体验中国航天员训练体系，并前往火星模拟真实环境进行封闭式生存挑战。同年获得中国文娱金数据发布盛典颁发的2018-2019年度网络综艺综合影响力女艺人。

2019年
- 1月，吴宣仪获得百度年度沸点女艺人称号，并录制个人首个卫视常驻综艺《遇见你真好》。2月，进组拍摄改编自唐家三少同名玄幻小说，王倦编剧的电视剧《斗罗大陆》真人版，饰演女主角小舞。为了专心塑造角色，吴宣仪闭关5个月，缺席了火箭少女101多场团体活动。2月23日，火箭少女101在北京凯迪拉克中心举办第二场演唱会，吴宣仪的凳子舞solo直拍获得了超过两千万播放量，引发热议。
- 3月，吴宣仪成为雪花秀雪御活颜菁萃系列代言人，这也是雪花秀首次在中国启用代言人。4月，成为Free飞品牌代言人。6月，吴宣仪登上《时装L'OFFICIEL》7月正刊双封，并以总销售额680万打破内地艺人杂志销量纪录。7月12日，发布首支个人单曲《满糖宣言》，8月，受邀为电影《愤怒的小鸟2》演唱中国区推广曲《小小鸟》。

- 9月，唐家三少官宣吴宣仪为《斗罗大陆》真人版女主角小舞，并邀其代言手游《斗罗十年龙王传说》，同时她也为手游演唱了主题曲《柔骨魅兔》。9月，吴宣仪受Valentino品牌邀请前往巴黎时装周，11月受到同品牌邀请再次出席北京大秀。同月吴宣仪受邀出席时装之夜年度盛典并担任演讲嘉宾。

- 2019年底，吴宣仪荣获新浪新闻新浪年度最受欢迎综艺女艺人。

### 個人身份展開活動
2020年
- 6月23日，火箭少女101解散，吳宣儀以個人身份開始發展。解散後的一個月內她連續成為湖南衛視《新手駕到》、東方衛視《完美的夏天》常駐嘉賓，同時在解散三個月內官宣6個個人代言，證明了超高的商業價值。

- 8月18日，亮相東方衛視《蘇寧30周年818超級秀》，首唱新歌《25》。9月25日，發行首張個人數字專輯《25》。

- 10月，吳宣儀為電視劇《風犬少年的天空》演唱插曲《麻辣時光》，同時進組改編自言情天後木浮生的經典同名小說，許宏宇導演的電視劇《世界微塵里》，飾演女主角曾鯉。

- 10月30日、31日，吳宣儀連續亮相江蘇衛視《快手一千零一夜》，湖南衛視《雙十一開幕直播盛典》。

- 11月10日，吳宣儀亮相東方衛視《2020天貓雙11狂歡夜》，首唱專輯收錄曲《Pink Blue Sunset》。

- 12月10日，吳宣儀出席MAHB時尚先生盛典，榮獲年度音樂偶像。

- 12月29日，歷經76天的拍攝，吳宣儀主演電視劇《世界微塵里》殺青。

- 12月31日，吳宣儀回到家鄉海口登上湖南衛視2020~2021跨年演唱會，演唱《25》。

2021年
- 1月7日，吳宣儀出席精品風格雲盛典，榮獲年度人氣歌手。

- 1月26日，吳宣儀在26歲生日發布首支全英文單曲《we were in love》。

- 2月5日，吳宣儀領銜主演的第一部電視劇《鬥羅大陸》在中央電視台電視劇頻道和騰訊視頻正式播出，並通過WeTV全球同步上線。

- 2月28日，參加《2020微博之夜》，獲微博年度進取藝人榮譽。

- 3月10日，Versace宣布吳宣儀出任範思哲VERSACE中國區品牌大使。

- 8月16日，主演都市情感劇《世界微塵里》，在劇中飾演圖書管理員曾鯉。

- 12月27日，入選2021年度電影頻道“星辰大海”青年演員優選計劃。

- 12月30日，發行第二張迷你專輯《GIFT》。

- 12月31日，參加《2022迎冬奧BRTV環球跨年冰雪盛典》，演唱歌曲《愛你在心口難開》。

2022年
- 1月22日，舉行個人首個專場音樂會《吳宣儀歌迷見面會》。

- 2月1日，參加《2022年北京廣播電視台春節聯歡晚會》，參演小品《大“糖”萬人迷》。

- 6月2日，參加河南廣播電視台端午節晚會《2022端午奇妙遊》，演唱歌曲《艾草青青》。

- 7月12日，參加戶外直播慢綜藝《暑與我們的夏天》。

- 7月14日，參加創意美食真人秀節目《聽說很好吃第二季》。

- 8月6日，舉行個人首場演唱會《吳宣儀「五選一」演唱會》。

- 8月11日，參加江蘇衛視明星生活體驗類真人秀《陽光姐妹淘第三季》。

- 8月23日，為電視劇《歡樂頌3》演唱插曲《不期而遇》。

- 9月3日，參加北京衛視戲曲文化體驗真人秀《最美中國戲第二季》。

- 11月18日，參加優酷音樂真人秀節目《朝陽打歌中心》。

2023年
- 1月22日，參加《2023年海南省春節聯歡晚會》，演唱歌曲《柔骨魅兔》《笑納》，並擔任春晚推薦大使。

- 1月24日，參加《奮進新征程——2023中國網絡視聽年度盛典》，演唱歌曲《新年快樂》。

- 3月9日，參加幻想奇遇3D沈浸式音樂節 同日，發行單曲《向宇宙許願》。

- 4月18日，發行單曲《江南月》。

- 5月5日，為電視劇《我要逆風去》演唱插曲《我曾陪你追過風》。

- 5月20日，發行第三張迷你專輯《不，愛了》同日，參加中央電視台音樂頻道《全球中文音樂榜上榜》，演唱歌曲《向宇宙許願》《不期而遇》。

- 7月20日，領銜主演古裝傳奇劇《郎君不如意》，在劇中飾演大夏國公主齊葩，並為該劇演唱了插曲《小小心願》。

- 7月21日，發行單曲《後來風吹起》，7月25日，為電視劇《做自己的光》演唱插曲《自己的光》。

- 9月26日，參加《2023微博音樂盛典》，獲年度進取歌手榮譽。

- 10月25日，發行公益單曲《種子》，10月28日，參加《新青年·向未來——亞洲青年音樂盛典》。

- 10月30日，與龔俊、鐘楚曦等合作主演的當代都市劇《我要逆風去》播出，在劇中飾演設計師向朝陽，11月8日，為電視劇《我要逆風去》演唱插曲《信仰之歌》，12月7日，參加《2023智族GQ年度人物盛典》。

- 12月14日，與劉宇合作演唱單曲《待我來》，12月17日，參加《2023騰訊視頻星光大賞》，表演《危險派對》。

- 12月22日，參加《2023搜狐時尚盛典》，獲年度突破藝人榮譽，12月31日，參加《2023-2024浙江衛視跨年晚會》，演唱歌曲《待我來》。

2024年
- 1月13日，舉行《吳宣儀2024「Be Your Own Light」演唱會》。

- 5月1日，主演的電影《穿過月亮的旅行》上映。

- 6月15日，參加青春遊戲社交真人秀《城市捉迷藏》

- 8月24日，參加騰訊視頻電競綜藝節目《戰至巔峰第三季》。

- 9月25日，參加《2024微博音樂盛典》，獲年度舞台閃耀藝人榮譽。

- 10月16日，參加樂華娛樂職場類真人秀節目《年輕的戰場》。

- 11月8日，參加《2024年泰國頭條新聞年度風雲人物頒獎盛典》，獲最受矚目中國偶像大獎。

- 12月12日，發行單曲《蝴蝶戀》。

- 12月31日，參加《2024-2025湖南衛視芒果TV跨年晚會》，表演歌曲《Tooooo Busy》

2025年
- 1月4日，參加《2024騰訊視頻星光大賞》，隨原限定團火箭少女101合體表演《遇見·再見》（《月亮警察》《Light》《撞》）。

- 1月11日，舉行《2025吳宣儀「卅」生日演唱會》。

- 1月22日，參加《中央廣播電視總台2025網絡春晚》，表演節目《這世界我拼過》。

- 1月25日，在電視劇《五福臨門》中飾演福慧並為該劇演唱主題曲《紅鸞》。

- 2月12日，參加《2025年中央廣播電視總台元宵晚會》，表演國際金曲聯唱《一起唱過的歌》。

- 2月24日，擔任百度APP品牌煥新明星體驗官。

- 3月21日，參加芒果TV國際女性文化交流與音樂競演綜藝《乘風2025》 ，初舞台表演《我又初戀了》獲得Super A評級。

- 4月28日，在電視劇《淮水竹亭》中飾演王權醉，並演唱王權醉角色曲《孤獨人間》。

- 5月4日，參加《青春讚歌——2025五四青年節特別節目》，表演點燃快閃舞台《無悔當下》。

- 5月21日，發行單曲《Sweet Hug》。

- 6月7日，在《乘風2025》總決選中獲得年度乘風席位並獲得第二名。

- 6月17日，參加《2025京東618開心夜》，與翟瀟聞共同表演《不值得》。

- 6月28日，舉行《吳宣儀『9:31』演唱會-成都站》。

- 6月29日，發行新歌《難道說》。

- 8月2日，舉行《吳宣儀『9:31』演唱會-廣州站》。

## 音樂作品

### 個人专辑
| 专辑 | 专辑名       | 公开日         | 曲名                         | 作詞                    | 作曲                                                              | 備註                                    |
| 1st  | 《25》       | 2020年9月25日  | 25                           | 王雅君/吴宣仪           | $ÜN/$aimön/Blue.C/Issac Han/Aaron Kim                             | 於东方卫视《苏宁30周年818超级秀》上首唱 |
| 1st  | 《25》       | 2020年10月25日 | Pink Blue Sunset（粉蓝夕前） | 吴宣仪                  | Katherine “Neya” Klith/Noburo Abe/Masanori Morita/Michelle M. Cho |                                         |
| 1st  | 《25》       | 2020年11月25日 | Betty Baby                   | 吴宣仪                  | coffee blue                                                       |                                         |
| 2nd  | 《Gift》     | 2021年12月30日 | 微光                         | 赵壹Chloe Zhao          | Koji Shinnai                                                      |                                         |
| 2nd  | 《Gift》     | 2022年1月10日  | 北卡蓝                       | 吴宣仪                  | Dena 张粹方/高维纶 M.Kao                                          | 粉丝曲                                  |
| 2nd  | 《Gift》     | 2022年1月22日  | RSVP                         | 木七子/米小某/吴宣仪    | Frederik Jyll HIDDEN SOUND (HSND) HANGANG (HSND) WWW              |                                         |
| 3rd  | 《不，爱了》 | 2023年3月9日   | 向宇宙许愿                   | Laughing/akichiu/吴宣仪 | Vera Chai/唐绍崴$uperCandy                                        |                                         |
| 3rd  | 《不，爱了》 | 2023年5月20日  | Late in the night            | eLynn 陈箴              | Dena 张粹方/KIRE                                                  |                                         |
| 3rd  | 《不，爱了》 | 2023年5月20日  | 不爱了                       | Dena张粹方              | Dena张粹方/高维纶M.Kao/唐紹崴$uperCandy                           |                                         |

### 個人單曲
| 年份 | 发行日期 | 单曲名稱        | 作詞                                | 作曲                                 | 備註                                                                        |
| 2019 | 7月12日  | 滿糖宣言        | (中文词)严艺丹                      | Takey / Razer / 전재희Jeon / Jae-Hee | 火箭少女101第二張專輯《立風》成員個人單曲，QQ音乐巅峰榜2019年度十大人气单曲 |
| 2019 | 8月13日  | 小小鸟          | 苏晴 / 范扬景 / 叶颖@完美声音创作营 | 苏晴 / 范扬景 / 叶颖@完美声音创作营  | 電影《愤怒的小鸟2》中国区推广曲                                             |
| 2019 | 9月30日  | 柔骨魅兔        | 曹德智（C8）、徐良                  | 徐良                                 | 手游《斗罗十年龙王传说》主题曲                                              |
| 2020 | 10月2日  | 麻辣时光        | 刘恩汛                              | 林德龙                               | 电视剧《风犬少年的天空》插曲                                                |
| 2021 | 1月26日  | we were in love | 魏妙如/张粹方/KIRE                  | 魏妙如/张粹方/KIRE                   | 26岁生日单曲，首支全英文单曲                                                |
| 2021 | 2月10日  | 星河            | 李瑜哲                              | 大圣                                 | 电视剧《斗罗大陆》片尾曲                                                    |
| 2021 | 4月14日  | Let's Party     |                                     |                                      |                                                                             |
| 2022 | 8月23日  | 不期而遇        | 任雅静/赵素冰                       | 任雅静@24H Music                     | 电视剧《欢乐颂3》 插曲                                                      |
| 2023 | 4月18日  | 江南月          | 良朋                                | 唐轶                                 |                                                                             |
| 2023 | 5月5日   | 我曾陪你追过风  | 唐思淼                              | 金乐                                 | 电视剧《我要逆风去》插曲                                                    |
| 2023 | 6月22日  | 艾草青青        | 董皓宁                              | 董皓宁/朱雅琼                        |                                                                             |
| 2023 | 6月24日  | 生活，你好      | 徐昊原                              | 孙伟                                 | 收录于音乐人合作专辑《赤梦华夏》                                            |
| 2023 | 7月19日  | 小小心愿        | 王月阳                              | 王可                                 | 电视剧《郎君不如意》插曲                                                    |
| 2023 | 7月21日  | 後來風吹起      | 周灿恩                              | 黄文文                               |                                                                             |
| 2023 | 7月25日  | 自己的光        | 捷喜米(刘捷)                        | 捷喜米(刘捷)                         | 电视剧《做自己的光》插曲                                                    |
| 2023 | 10月25日 | 种子            | 良朋                                | 唐轶                                 |                                                                             |
| 2023 | 11月8日  | 信仰之歌        | 姜楠                                | 姜楠                                 | 电视剧《我要逆风去》片尾曲                                                  |
| 2024 | 12月12日 | 蝴蝶戀          | 胡臻/吳宣儀                         | 胡臻                                 |                                                                             |
| 2025 | 1月18日  | 紅鸞            | 于正                                | 譚旋                                 | 电视剧《五福臨門》主題曲                                                    |
| 2025 | 5月13日  | 孤獨人間        | 胡文乙                              | 鄭冰冰                               | 电视剧《淮水竹亭》王權醉角色曲                                              |
| 2025 | 5月21日  | Sweet Hug       | 胡臻                                | 胡臻                                 | 521情書特別單曲                                                             |
| 2025 | 6月29日  | 難道說          | 唐思淼                              | 哈也                                 | 电视剧《淮水竹亭》王權醉角色曲PRAT2                                         |

### 合作單曲
| 发行日期       | 歌曲名稱       | 合作歌手 | 作詞   | 作曲   | 備註                                                      |
| 2020年3月14日  | 偏执           | 王晰 | 黄雨田 | 黄雨田 | 王晰/吴宣仪合作单曲，后收录于王晰第四张个人专辑《歌颂》。 |
| 2021年8月12日  | VVS            | Yamy、陳卓璇、安崎、陸柯燃、毛衍七、周潔瓊、劉柏辛、宋雨琦、單依純 |        |        |                                                           |
| 2022年9月17日  | 最美中國戲     | 裘識、尤子希 |        |        | 最美中國戲主題曲                                          |
| 2023年3月7日   | 從現在，到未來 | 韦唯、周深、萧敬腾、郁可唯、王祖蓝、李亚男、刘敏涛、张天爱、沙宝亮、张云龙、刘雨昕、李小冉、王鸥、吴宣仪、李晨、孙怡、杜江、沈月、张紫宁、乃万、尚雯婕、马伯骞、周洁琼、安琥、白雪、李汶翰、郭俊辰、胡夏、黄子弘凡、炎明熹、郑棋元、段奥娟、吉克隽逸、于朦胧、钟丽缇、王晰、海陆、阿朵、毛晓彤、弦子、范丞丞、郭采洁、朱正廷、钟楚曦、唐艺昕、蒋依依、李振宁、王赫野、吕薇、赵让、张雨绮、锤娜丽莎、李治廷、陈贝儿、李慧珍、蔡程昱、江美琪、任胤蓬、品冠、温岚、姚安娜、姚琛、陆柯燃、蔡敏、丁禹兮、马闻远、王晨艺、阚清子、井胧、梁洁、毕雯珺、赖美云、艾热、陈都灵、文淇、路滨琪、王勉 、官鸿、林哲宇、邵浩帆、裘德、何昶希、武大靖、薛明、张慧雯、周旋、张晓谦、任敏、肖若腾、金志文、米热、龚莉、吴静钰、李宇皓、陈松伶、盛梅、肖燕、阮圣文、史彭元、谭杰希、周义晨 |        |        | 杭州亞運會推廣曲                                          |
| 2023年12月14日 | 待我来         | 刘宇 | 赵景怡 | 赵佳霖 |                                                           |
| 2024年6月15日  | 貓鼠大亂鬥     | 王琳凱、王源、韓東君、郭俊辰、王勉、翟瀟聞、謝可寅、周也 | 陳羽章 | 葉曉   | 城市捉迷藏主題曲                                          |
| 2025年3月19日  | 她行           | 乘風2025 30位藝人 | 黃少峰 | 黃少峰 | 乘風2025主題曲                                            |
| 2025年6月13日  | 好風起         | 、叶童、王珞丹、李晟、侯佩岑、宋妍霏、罗予彤、管乐、祝绪丹、张小婉 | 納小米 | 鄭志煥 | 乘風2025成團S.A.S團歌                                     |

### 演唱會

#### 个人
| 举办日期      | 名称                                         | 地点                    | 表演曲目 |
| 2022年1月22日 | 仪切起圆生日见面会                           | 广州中山纪念堂          |          |
| 2022年8月6日  | 五选一演唱会                                 | 南京太阳宫剧场          |          |
| 2024年1月13日 | 「Be Your Own Light」演唱會·北京站（生日場） | 北京JDG電子競技中心     |          |
| 2025年1月11日 | 「卅」生日演唱会                             | 上海回響之地Music Park  |          |
| 2025年6月28日 | 『9:31』演唱会-成都站                        | 成都市華熙LIVE·528M空間 |          |
| 2025年8月2日  | 『9:31』演唱会-廣州站                        | 广州市中山纪念堂        |          |

#### 其他
| 举办日期      | 名称                         | 地点                     | 表演曲目                     |
| 2017年5月19日 | Would you like?-Happy Moment | 韩国首尔                 |                              |
| 2017年5月20日 | Would you like?-Happy Moment | 韩国首尔                 |                              |
| 2019年1月12日 | 2019火箭少女101飞行演唱会    | 上海梅赛德斯奔驰文化中心 |                              |
| 2019年2月23日 | 2019火箭少女101飞行演唱会    | 北京五棵松凯迪拉克中心   |                              |
| 2019年3月30日 | 2019火箭少女101飞行演唱会    | 廣州宝能国际体育演艺中心 |                              |
| 2021年7月17日 | 乐华12周年家族演唱会         | 澳门威尼斯人金光综艺馆   | We Eere In Love              |
| 2024年8月24日 | 乐华15周年家族演唱会         | 上海虹口足球場           | 后来风吹起+信仰之歌+不，爱了 |

## 影視作品

### 电视剧／网络剧
| 年份   | 播出平台           | 剧名       | 角色   | 备注     |
| 2021   | 央视八套、腾讯视频 | 斗罗大陆   | 小舞   | 女主     |
| 2021   | 爱奇艺             | 世界微尘里 | 曾鲤   | 女主     |
| 2023   | 优酷               | 郎君不如意 | 齐葩   | 女主     |
| 2023   | 东方卫视、爱奇艺   | 我要逆风去 | 向朝陽 | 女二     |
| 2025   | 芒果TV、湖南卫视   | 五福临门   | 福慧   | 特邀出演 |
| 2025   | 爱奇艺             | 淮水竹亭   | 王权醉 | 女二     |
| 2026   | 央視               | 澳門青年   | -      | 女主     |
| 拍攝中 | 爱奇艺             | 有戲       | 雾茫茫 | 女主     |

### 声音电影
| 年份 | 播出平台   | 剧名           | 角色 | 性質   | 备注           |
| 2018 | 喜马拉雅FM | 未来女友实验室 | N977 | 女主角 | 原创IP有声小说 |

### 電影
| 年份 | 片名           | 角色     | 性質   | 备注 |
| -    | 初戀的滋味     | 白曼娜   | 女主角 |      |
| 2024 | 穿过月亮的旅行 | 村長女兒 | 客串   |      |

## 综艺作品
仅收录常驻综艺。除备注外，皆为单人出演综艺。
| 年份 | 首集播出日期    | 播放平台 | 節目名稱           | 備注 |
| 2018 | 3月4日          | 騰訊視頻 | 閨蜜的完美旅行     | 作为程潇闺蜜参与节目                                                                                         |
| 2018 | 4月21日         | 騰訊視頻 | 創造101            | 參賽者，第二名出道。                                                                                         |
| 2018 | 7月12日         | 騰訊視頻 | 火箭少女101研究所  | 火箭少女101小团综                                                                                            |
| 2018 | 11月1日         | 騰訊視頻 | 超新星全运会       | 代表海南队参加了女子射箭、女子4×150米接力，并作为超新星运动会代表宣誓。                                      |
| 2018 | 11月17日        | 優酷     | 挑戰吧太空         | 作为“太空C计划”志愿者体验中国航天员训练体系，并前往火星模拟真实环境进行封闭式生存挑战。担任医疗岗，编号004。 |
| 2019 | 1月13日         | 騰訊視頻 | 横冲直撞20岁       | 火箭少女101大团综第一季                                                                                      |
| 2019 | 1月25日         | 浙江卫视 | 遇见你真好         | 素人恋爱观察节目，担任恋爱观察员。                                                                           |
| 2019 | 10月12日        | 騰訊視頻 | 超新星全运会第二季 | 代表南部赛区参加女子射箭、女子体操，连续两年作为超新星运动员代表宣誓并担任南部赛区旗手。                     |
| 2019 | 11月22日        | 浙江卫视 | 追我吧             | 都市夜景追跑竞技真人秀，常驻MC“追我家族”成员。因档期原因，实际参与了第3-9期节目的录制。                      |
| 2019 | 12月20日        | 江苏卫视 | 我想开个店         | 国内首档真实描绘星素合伙开店的经营类综艺，在节目中与素人老板合开了一家宠物店“萌小它”。                       |
| 2020 | 3月15日         | 騰訊視頻 | 横冲直撞20岁       | 火箭少女101大团综第二季                                                                                      |
| 2020 | 5月30日         | 騰訊視頻 | 炙热的我们         | 偶像组合团体竞演真人秀節目，从第三期起作为补位团体开始出现                                                   |
| 2020 | 8月13日         | 湖南卫视 | 新手驾到           | 原创驾考纪实类真人秀节目，通过该节目成功考出驾照。                                                           |
| 2020 | 8月22日         | 东方卫视 | 完美的夏天         | 明星亲海探索综艺，在解锁海滩度假心愿的同时，体验最年轻最潮的度假方式，向观众展现美好青春。                   |
| 2021 | 2月5日          | 腾讯视频 | 家族年年年夜FAN    | 合作表演《无羁》、《pick me up》                                                                             |
| 2021 | 2月9日          | 快手     | 看见未见新春演讲   | 首次尝试演讲                                                                                                 |
| 2021 | 2月13日-2月27日 | 东方卫视 | 追光吧！哥哥       | 担任新春特邀嘉宾以及人气助力官                                                                               |
| 2021 | 3月6日          | 优酷     | 宇宙音乐之夜       | 担当主持、表演《粉蓝夕前》                                                                                   |
| 2021 | 4月28日         | 芒果TV   | 妻子的浪漫旅行5    | 夫妻治愈观察真人秀，吴宣仪担任妻子团助理                                                                     |
| 2021 | 4月28日         | 騰訊視頻 | 让生活好看2        | 明星生活观察类真人秀                                                                                         |
| 2021 | 8月5日          | 爱奇艺   | 爆裂舞台           | 中国大陆女性音乐竞演真人秀                                                                                   |
| 2021 | 8月19日         | 爱奇艺   | 恋恋剧中人         | 视觉感官剧综艺交互真人秀，担任见习编剧                                                                       |
| 2022 | 6月2日          | 河南卫视 | 端午奇妙夜         | |
| 2022 | 7月3日          | 江苏卫视 | 蒙面舞王第三季     | 吃肉的兔子                                                                                                   |
| 2022 | 7月12日         | 搜狐视频 | 暑与我们的夏天     | |
| 2022 | 8月13日         | 浙江卫视 | 听说很好吃第二季   | 创意美食真人秀                                                                                               |
| 2022 | 9月3日          | 北京卫视 | 最美中国戏第二季   | “颐和研戏社”成员                                                                                             |
| 2023 | 9月10日         | 浙江卫视 | 所向披靡的我们     | |
| 2024 | 3月16日         | 江苏卫视 | 大热门来了         | |
| 2024 | 3月30日         | 湖南卫视 | 你好，星期六       | |
| 2024 | 6月15日-        | 湖南卫视 | 城市捉迷藏         | 常駐玩家 |
| 2024 | 10月16日-       | 騰訊視頻 | 年轻的战场         | 乐华娱乐职场类真人秀节目                                                                                     |
| 2024 | 12月7日-        | 愛奇藝   | 我的主場           | 运动少年励志成长类节目，“青春球友会”成员                                                                     |
| 2025 | 1月29日         | 芒果TV   | 友福同享           | 電視劇五福臨門團綜                                                                                           |
| 2025 | 3月21日         | 芒果TV   | 乘風2025           | 年度乘風席位 第二名                                                                                          |

## 个人荣誉和奖项
| 年份 | 颁奖单位                               | 奖项                                                 |
| 2018 | 亚洲新歌榜                             | 最受欢迎潜力女歌手                                   |
| 2018 | 百度APP                                | 2018年度沸点女艺人                                   |
| 2018 | 中国文娱金数据发布盛典                 | 2018-2019年度网络综艺综合影响力女艺人                |
| 2019 | 百度APP                                | 2019年度十大沸点明星（总排名第五，女艺人中排名第一） |
| 2019 | 新浪新闻                               | 新浪年度最受欢迎综艺女艺人                           |
| 2019 | 福布斯中国                             | 2019年福布斯中国名人榜第86名                         |
| 2020 | 人民政协网                             | 复工复产大使                                         |
| 2020 | 福布斯中国                             | 2020福布斯中国30岁以下精英                           |
| 2020 | 时尚先生                               | 年度音乐偶像                                         |
| 2021 | 精品风格云盛典                         | 年度人气歌手                                         |
| 2021 | 2020微博之夜                           | 微博年度进取艺人                                     |
| 2021 | 宇宙音乐之夜                           | 人气冲破地球奖                                       |
| 2021 | 爆裂舞台                               | 奇思妙想实践家奖                                     |
| 2021 | 瑞丽美容大赏                           | 年度全能艺人                                         |
| 2023 | 2023微博音乐盛典                       | 年度进取歌手                                         |
| 2023 | 2023搜狐时尚盛典                       | 年度突破艺人                                         |
| 2024 | 2024微博音乐盛典                       | 年度舞台闪耀艺人                                     |
| 2024 | 2024年泰国头条新闻年度风云人物颁奖盛典 | 最受瞩目中国偶像大奖                                 |

## 註解
1. ↑  本名拼音用韓語發音。
2. ↑  本名漢字用韓國漢字音。
3. ↑  2018年3月15日後不再參與宇宙少女團體活動

## 外部連結
- 吴宣仪的新浪微博
- 吴宣仪工作室的新浪微博
- 吴宣仪的Instagram帳戶
- 吴宣仪的抖音账号
- 吴宣仪的小红书账号
- 吴宣仪的快手账号